# Джил Келлі
Джилл Ке́ллі (англ. Jill Kelly; справжнє ім'я — Адріана Мур (англ. Adrianna Moore; нар. 1 лютого 1971 року)) — порноакторка, фотомодель, акторка, режисерка та продюсерка порнофільмів, співвласниця порностудії. 

## Порноіндустрія
В порноіндустрію Мур запросив її чоловік-порноактор Кел Джаммер. Після самогубства чоловіка вона на деякий час покидає порноіндустрію; незабаром повертається. Відкриває разом з новою коханкою, порноакторкою Пі Джей Спаркс власну порностудію. В кінці 1990-х вперше знялася в сцені з анальним сексом. Після серії секс-скандалів в 1999 році, пов'язаних з ВІЛ-інфікованими акторами, Пі Джей Спаркс покинула порноіндустрію. Тоді ж розпалась найвідоміша одностатева пара секс-бізнесу.
Працювала із студіями Wicked Pictures, VCA Pictures та Vivid.

## Нагороди
- 1995 XRCO Award: Найкраща лесбійська сцена
- 1996 AVN Awards: Найкраща сцена групового сексу
- 1996 AVN Awards: Найкраща лесбійська сцена
- 1997 AVN Awards: Найкраща лесбійська сцена
- 1997 XRCO Award: Найкраща виконавиця року
- 1998 Hot d’Or Award: Найкраща акторка
- 1999 AVN Awards: Найкраща сцена сексу в парі